# Liste der Kulturgüter in Blumenstein
Die Liste der Kulturgüter in Blumenstein enthält alle Objekte in der Gemeinde Blumenstein im Kanton Bern, die gemäss der Haager Konvention zum Schutz von Kulturgut bei bewaffneten Konflikten, dem Bundesgesetz vom 20. Juni 2014 über den Schutz der Kulturgüter bei bewaffneten Konflikten sowie der Verordnung vom 29. Oktober 2014 über den Schutz der Kulturgüter bei bewaffneten Konflikten unter Schutz stehen.
Objekte der Kategorie A sind vollständig in der Liste enthalten, Objekte der Kategorie B sind im Gemeindegebiet nicht ausgewiesen, Objekte der Kategorie C fehlen zurzeit (Stand: 25. Januar 2024). Unter übrige Baudenkmäler sind geschützte Objekte zu finden, die im Bauinventar des Kantons Bern als «schützenswert» verzeichnet sind.

## Kulturgüter
| Foto |                                                                         | Objekt                            | Kat. | Typ | Standort                          | Beschreibung |
| ---- | ----------------------------------------------------------------------- | --------------------------------- | ---- | --- | --------------------------------- | --- |
| ja   | Datei hochladen · Wikidata zu Reformierte Kirche und Weiler (Q19362537) | Reformierte Kirche KGS-Nr.: 00794 | A    | G   | Kirchenstrasse 30 605745 / 174954 | Im frühen 14. Jahrhundert erbautes Kirchengebäude, unter Einbezug des Kirchturms eines Vorgängerbaus aus der ersten Hälfte des 13. Jahrhunderts. Schlichtes niedriges Rechteckschiff unter Satteldach, belichtet durch rechteckige Wandöffnungen. Hoher polygonaler Chor mit fünf Masswerkfenstern. Spätgotischer Innenraum aus der Zeit um 1505. |

## Übrige Baudenkmäler
Hinweis: Anstelle der KGS-Nummer wird als Objekt-Identifikator (ID) die Grundstücksnummer verwendet.
| ID  | Foto |                                                                 | Objekt                                      | Typ | Standort                               | Beschreibung |
| --- | ---- | --------------------------------------------------------------- | ------------------------------------------- | --- | -------------------------------------- | ------------ |
| 8   | BW   | Datei hochladen                                                 | Bauernhaus (1685)                           | G   | Wäsemligasse 7 605884 / 175542         |              |
| 17  | BW   | Datei hochladen                                                 | Ehemaliges Bauernhaus (1697)                | G   | Bärenstutz 14 606311 / 176395          |              |
| 60  | BW   | Datei hochladen                                                 | Gemeindehaus (1827)                         | G   | Stockentalstrasse 2 606292 / 176596    |              |
| 78  | ja   | Datei hochladen · Wikidata zu Ehemaliges Pfarrhaus (Q112978271) | Ehemaliges Pfarrhaus (1553–1555)            | G   | Kirchenstrasse 26 605768 / 174981      |              |
| 78  | BW   | Datei hochladen                                                 | Küherhaus (1731)                            | G   | Kirchenstrasse 28 605762 / 174950      |              |
| 79  | BW   | Datei hochladen                                                 | Pfrundscheune (1732/33)                     | G   | Kirchenstrasse 32 605731 / 174983      |              |
| 79  | BW   | Datei hochladen                                                 | Pfrundspeicher (Mitte 19. Jh.)              | G   | Kirchenstrasse 34 605750 / 174994      |              |
| 85  | BW   | Datei hochladen                                                 | Bauernhaus (1762)                           | G   | Hubelweg 1 606558 / 177228             |              |
| 90  | BW   | Datei hochladen                                                 | Ehemaliges Bauernhaus (1. Viertel 19. Jh.)  | G   | Thunstrasse 10 606615 / 176995         |              |
| 96  | BW   | Datei hochladen                                                 | Bauernhaus (1811)                           | G   | Allmendstrasse 16 605991 / 176506      |              |
| 117 | BW   | Datei hochladen                                                 | Bauernhaus (um 1840)                        | G   | Scheuermattweg 1 606860 / 177035       |              |
| 117 | BW   | Datei hochladen                                                 | Speicher (um 1800)                          | G   | Scheuermattweg 1b 606873 / 177044      |              |
| 117 | BW   | Datei hochladen                                                 | Stöckli (1907)                              | G   | Scheuermattweg 3 606879 / 177061       |              |
| 155 | BW   | Datei hochladen                                                 | Ehemaliges Kleinbauernhaus (spätes 17. Jh.) | G   | Allmendeggenstrasse 29 605917 / 176937 |              |
| 175 | BW   | Datei hochladen                                                 | Bauernhaus (18. Jh.)                        | G   | Zelgstrasse 5 606376 / 175778          |              |
| 186 | BW   | Datei hochladen                                                 | Bauernhaus (1753)                           | G   | Wäsemligasse 9 605689 / 175697         |              |
| 186 | BW   | Datei hochladen                                                 | Ofenhaus (um 1800)                          | G   | Wäsemligasse 9c 605709 / 175681        |              |
| 200 | BW   | Datei hochladen                                                 | Pächterhaus (um 1800)                       | G   | Bühlweg 6 606627 / 176310              |              |
| 223 | BW   | Datei hochladen                                                 | Gasthof Bad Blumenstein (1878/79)           | G   | Badstrasse 37 606202 / 177105          |              |
| 228 | BW   | Datei hochladen                                                 | Bauernhaus (1831)                           | G   | Schlattweg 3 607326 / 177003           |              |
| 232 | BW   | Datei hochladen                                                 | Bauernhaus (spätes 18. Jh.)                 | G   | Bodenzingenstrasse 5 607314 / 176949   |              |
| 243 | BW   | Datei hochladen                                                 | Ehemaliges Bauernhaus (2. Hälfte 18. Jh.)   | G   | Schluumbode 23 606780 / 177625         |              |
| 269 | BW   | Datei hochladen                                                 | Ehemaliges Bauernhaus (1684)                | G   | Eschlistrasse 2 606341 / 175720        |              |
| 271 | BW   | Datei hochladen                                                 | Bauernhaus (2. Hälfte 18. Jh.)              | G   | Leimernstrasse 11 607110 / 177657      |              |
| 279 | BW   | Datei hochladen                                                 | Speicher (1. Hälfte 18. Jh.)                | G   | Bodenzingenstrasse 3a 607196 / 177263  |              |
| 285 | BW   | Datei hochladen                                                 | Bauernhaus (1655)                           | G   | Unterbergweg 1, 1a 605429 / 175898     |              |
| 304 | BW   | Datei hochladen                                                 | Kleinbauernhaus (2. Hälfte 18. Jh.)         | G   | Rüdelistrasse 2 605556 / 175949        |              |
| 532 | BW   | Datei hochladen                                                 | Ehemaliges Bauernhaus (1790)                | G   | Wäsemligasse 20 605692 / 175734        |              |
| 532 | BW   | Datei hochladen                                                 | Ofenhaus (1852)                             | G   | Wäsemligasse 20a 605711 / 175739       |              |
| 559 | BW   | Datei hochladen                                                 | Ehemaliges Bauernhaus (1776)                | G   | Tannenbühlstrasse 3 606899 / 176695    |              |
| 596 | BW   | Datei hochladen                                                 | Ehemaliges Bauernhaus (1720)                | G   | Wäsemligasse 18 605794 / 175621        |              |
| 598 | BW   | Datei hochladen                                                 | Anglikanische Kapelle (Baujahr unbekannt)   | G   | Badstrasse 26a 606308 / 177168         |              |
| 646 | BW   | Datei hochladen                                                 | Ofenhaus-Speicher (1741)                    | G   | Mühlegässli 4 606490 / 176421          |              |
| 662 | BW   | Datei hochladen                                                 | Bauernhaus (1. Viertel 19. Jh.)             | G   | Zelgstrasse 2 606408 / 175924          |              |